# R258-as főút (Oroszország)
Az R258 „Bajkál” főút (oroszul: Федеральная автомобильная дорога  «Байкал») Oroszország egyik szövetségi jelentőségű autóútja Szibériában, az Irkutszki területen, Burjátföldön és a Bajkálontúli határterületen. Három közigazgatási központ, Irkutszk–Ulan-Ude–Csita között teremt kapcsolatot. Hossza kb. 1100 km. 
Az R255-ös főút keleti folytatásának tekinthető, mellyel együtt része az ázsiai nemzetközi úthálózat  (Asian Highway 6) útvonalának.
Korábban M55 jelzéssel egy hosszabb, szintén „Bajkál” elnevezésű főút része volt. A régi útszámozást és -elnevezéseket egy 2010. évi rendeletnek megfelelően országszerte módosították, de 2018. január 1-éig a régi útszámozás is érvényben volt.

## Útvonal

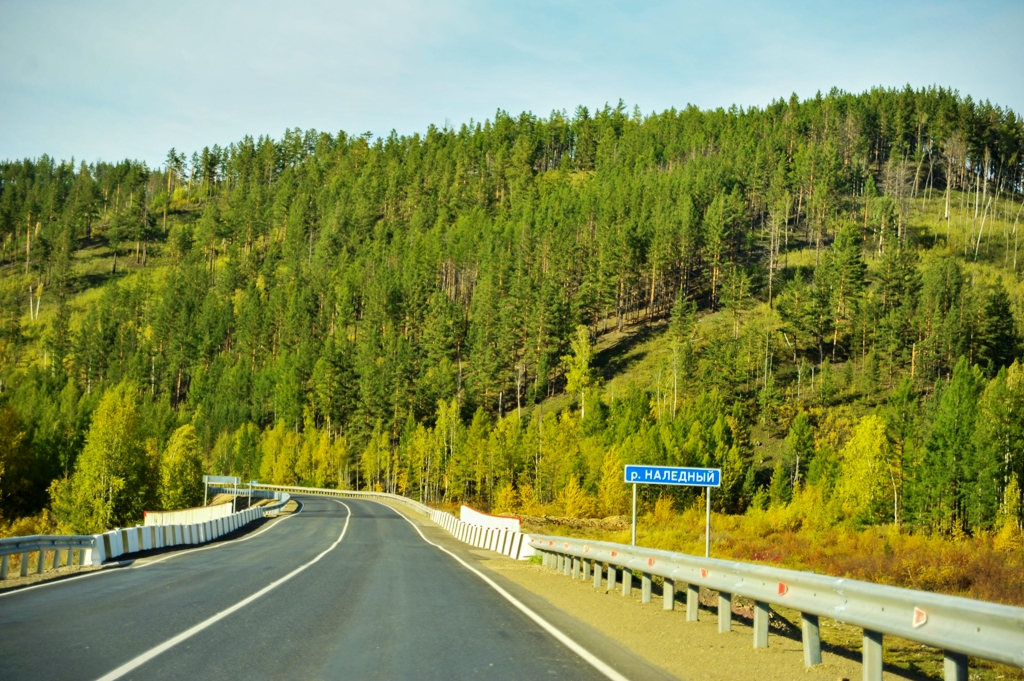
Az egyik útszakasz (2015-ben)

Irkutszkból kiindulva délen megkerüli a Bajkál-tót. Bojarszkij falutól elhagyja a partvidéket, majd több szakaszán nagy folyók (Szelenga, Hilok, Ingoda) mentén vezet Csitáig.
A „Bajkál”-ból Kultuknál ágazik le az А333-as főút az orosz-mongol határnál lévő Mondi településig, és Ulan-Ude közeléből indul ki az А340-es főút szintén az orosz-mongol határra, Kjahta városig.
- 0 km – Irkutszk
- 110 km – Szljugyanka
- 147 km – Bajkalszk
- 276 km – Babuskin
- 447 km – Ulan-Ude
- 491 km – Tarbagataj
- 556 km – Muhorsibir
- 652 km – Petrovszk-Zabajkalszkij
- 794 km – Hilok
- 1113 km – Csita